# Someday (canção de The Strokes)
"Someday" é o terceiro single do álbum de estreia Is This It do grupo estadunidense de indie rock The Strokes.

## Vídeo musical
O videoclipe da música foi dirigido por Roman Coppola e apresenta participações dos musicos Slash, Duff McKagan e Matt Sorum (de várias maneiras o guitarrista, baixista e baterista do Guns N 'Roses e Velvet Revolver), bem como os membros do Guided by Voices, banda estadunidense. 

## Aparições em outras mídias
Esta música foi utilizada no filme de 2006  Click , estrelando Adam Sandler, além de aparecer no jogo Major League Baseball 2K8 soundtrack.

## Charts
| Chart (2002)                     | Posição |
| -------------------------------- | ------- |
| Países Baixos (Single Top 100)   | 84      |
| Escócia (Scottish Singles Chart) | 26      |
| Reino Unido (UK Singles Chart)   | 27      |
| Reino Unido (OCC UK Indie)       | 5       |
| U.S. Billboard Alternative Songs | 17      |